# The Related Companies

Logo des Unternehmens

The Related Companies L.P. ist ein 1972 von Stephen M. Ross gegründetes US-amerikanisches Immobilienunternehmen mit Hauptsitz in New York City mit Büros und bedeutenden Projekten in Boston, Chicago, Los Angeles, Las Vegas, Miami, San Francisco, Abu Dhabi, London, São Paulo und Shanghai. Related hat über 3000 Mitarbeiter und ist der größte Vermieter in New York City mit über 8000 Mietwohnungen im Eigentum. Geschäftsführer ist Jeff T. Blau.
Related verwaltet rund 4 Milliarden US-Dollar Eigenkapital im Auftrag von Staatsfonds, staatlichen Pensionsplänen, Multi-Managern, Stiftungen, Taft Hartley-Leistungsplänen und Family Offices.

## Portfolio
Zum Portfolio der Firma, das insgesamt mit 60 Milliarden US-Dollar beziffert wird, gehören unter anderem 32 Luxus-Mietgebäude mit über 13.000 Apartments, über 30 Millionen Quadratmeter an Gewerbeflächen, über 5000 Eigentumswohnungen and etwa 60.000 landesweit verteilte Wohneinheiten.
Zudem wird die Equinox Group, eine Luxus-Fitnessstudio-Kette mit 106 Standorten in den USA, als Tochterunternehmen geführt.
Nennenswerte Bauprojekte unter Beteiligung von Related  umfassen:
- das Time Warner Center in Manhattan, New York City
- die Hudson Yards in Midtown Manhattan, New York City
- der Pacific Park im Stadtteil Prospect Heights, Brooklyn, New York City
- der Rosemary Square in West Palm Beach, Florida
- The 78 sowie One Bennett Park in Chicago[3]